# Новосілківська сільська рада (Здолбунівський район)
Новосі́лківська сільська́ ра́да — колишній орган місцевого самоврядування у Здолбунівському районі Рівненської області. Адміністративний центр — село Новосілки.

## Загальні відомості
- Новосілківська сільська рада утворена в 1939 році.
- Територія ради: 19,054 км²
- Населення ради: 567 осіб (станом на 2001 рік)

## Населені пункти
Сільській раді підпорядковані населені пункти:
- с. Новосілки

## Склад ради
Рада складається з 12 депутатів та голови.
- Голова ради: Мельник Світлана Степанівна
- Секретар ради: Воронюк Віра Олександрівна

### Керівний склад попередніх скликань
| Прізвище, ім'я, по батькові   | Основні відомості                                                               | Дата обрання | Дата звільнення |
| ----------------------------- | ------------------------------------------------------------------------------- | ------------ | --------------- |
| Макаревич Петро Іванович      | Сільський голова, 1967 року народження, безпартійний                            | 26.03.2006   | 31.10.2010      |
| Годованюк Михайло Валерійович | Сільський голова, 1963 року народження, освіта середня спеціальна, безпартійний | 31.10.2010   |                 |

Примітка: таблиця складена за даними сайту Верховної Ради України

## Населення
Згідно з переписом УРСР 1989 року чисельність наявного населення села становила 657 осіб, з яких 283 чоловіки та 374 жінки.
За переписом населення України 2001 року в селі мешкало 567 осіб.

### Мова
Розподіл населення за рідною мовою за даними перепису 2001 року:
| Мова       | Відсоток |
| ---------- | -------- |
| українська | 99,12 %  |
| російська  | 0,53 %   |
| білоруська | 0,18 %   |